# Lamé (cratère)
Pour les articles homonymes, voir Lamé.
Lamé est un cratère d'impact situé à proximité du limbe lunaire oriental. Il se trouve sur la rive orientale de la Mare Fecunditatis. Au sud il se trouve entre les cratères Vendelinus et Langrenus. La paroi interne de Lamé est de forme circulaire, mais il apparaît fortement érodé et boursouflé. 
Ce cratère était jusqu'en 1964 considéré comme un cratère satellite de Vendelinus sous le nom de "Vendelinus C". En 1964, l'union astronomique internationale a donné le nom du mathématicien français Gabriel Lamé à ce cratère lunaire.

## Cratères satellites
Les cratères dit satellites sont de petits cratères craterlets situés à proximité du cratère principal, ils sont nommés du même nom mais accompagné d'une lettre majuscule complémentaire (même si la formation de ces cratères est indépendante de la formation du cratère principal). Par convention ces caractéristiques sont indiquées sur les cartes lunaires en plaçant la lettre sur le point le plus proche du cratère principal. Liste des cratères satellites de
Lamé
| Lamé | Latitude | Longitude | Diamètre |
| ---- | -------- | --------- | -------- |
| E    | 13.9° S  | 66.8° E   | 11 km    |
| F    | 13.9° S  | 66.4° E   | 18 km    |
| G    | 15.4° S  | 65.5° E   | 26 km    |
| H    | 15.8° S  | 68.2° E   | 12 km    |
| J    | 14.3° S  | 65.7° E   | 18 km    |
| K    | 13.3° S  | 64.2° E   | 8 km     |
| L    | 14.4° S  | 68.6° E   | 6 km     |
| M    | 15.8° S  | 66.5° E   | 13 km    |
| N    | 12.8° S  | 67.1° E   | 9 km     |
| T    | 12.5° S  | 66.5° E   | 11 km    |
| W    | 13.1° S  | 65.9° E   | 6 km     |
| Z    | 15.9° S  | 65.9° E   | 17 km    |